# Innere Speisewasseraufbereitung
Die Innere Speisewasseraufbereitung ist ein Verfahren, das unter anderem bei Dampflokomotiven zur Vermeidung von Kesselsteinablagerungen verwendet wird.

Das Prinzip der inneren Speisewasseraufbereitung ist es, durch gezielten Zusatz von Natriumcarbonat oder Natriumhydrogencarbonat und eines Holzextraktes, der zum größten Teil aus Ligninsulfonsäure besteht (Handelsnamen: NALCO, TIA, Loktan, Skiantan), die Härtebildner gezielt als fließfähigen Schlamm (Kolloid) im Kessel abzuscheiden. So kann sich keine feste Schicht bilden, die Abzehrungen oder eine Überhitzung der Heizflächen oder einen Kesselzerknall zur Folge haben kann. Die dem Speisewasser zugesetzte Chemikalienmenge richtet sich unter anderem nach der Wasserhärte und dem Salzgehalt des Tenderwassers. Der Schlamm wird regelmäßig durch ein spezielles Ventil (Abschlammventil) aus dem Kessel entfernt. 

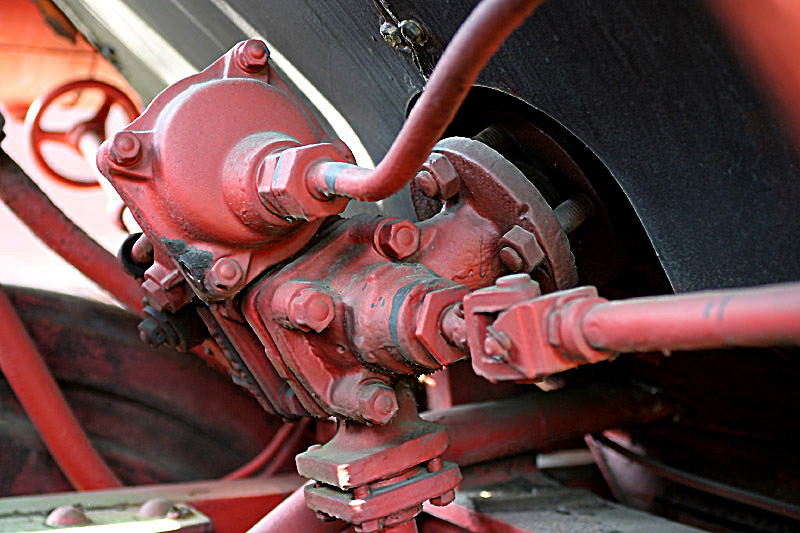
Gestra-Abschlammventil

 Dies kann auch während der Fahrt geschehen, da der Heizer das  Ventil ferngesteuert vom Führerstand aus bedienen kann.
Zusätzlich erhöht die Zugabe des Natriumcarbonates/Natriumhydrogencarbonates den pH-Wert das Kesselwassers. So wird die Korrosion vom Wasserstofftyp verringert. Zusätzlich verhindert es ein schäumendes Sieden des Wassers (alkalische Lösungen neigen beim Sieden zum Stoßen), so dass auch dem Wasserreißen vorgebeugt wird. Der Holzextrakt adsorbiert auch noch freien Sauerstoff aus dem Wasser, was Korrosion vom Sauerstofftyp verringert.